# Gare de Marsac (Creuse)
Pour les articles homonymes, voir Gare de Marsac.
La gare de Marsac (Creuse) est une gare ferroviaire française de la ligne de Montluçon à Saint-Sulpice-Laurière, située sur le territoire de la commune de Marsac dans le département de la Creuse en région Nouvelle-Aquitaine.
C'est une halte voyageurs de la Société nationale des chemins de fer français, desservie par des trains régionaux TER Auvergne-Rhône-Alpes et Nouvelle-Aquitaine.

## Situation ferroviaire
Établie à 369 mètres d'altitude, la gare de Marsac (Creuse) est située au point kilométrique (PK) 436,295 de la ligne de Montluçon à Saint-Sulpice-Laurière, entre les gares ouvertes de Vieilleville et de Saint-Sulpice-Laurière.

## Fréquentation
Selon les estimations de la SNCF, la fréquentation annuelle de la gare figure dans le tableau ci-dessous.
| Année               | 2015  | 2016  | 2017  | 2018  | 2019  | 2020  | 2021  | 2022  | 2023  |
| ------------------- | ----- | ----- | ----- | ----- | ----- | ----- | ----- | ----- | ----- |
| Nombre de voyageurs | 4 083 | 4 472 | 5 327 | 3 445 | 6 328 | 3 458 | 4 258 | 5 114 | 7 688 |

## Service des voyageurs

### Accueil
Halte SNCF, c'est un point d'arrêt non géré (PANG) à accès libre.

### Desserte
Marsac (Creuse) est desservie par les trains TER Nouvelle-Aquitaine (lignes de Limoges-Bénédictins à Montluçon-Ville).

### Intermodalité
Un parking pour les véhicules y est aménagé.

## Patrimoine ferroviaire
L'ancien bâtiment voyageurs abrite des logements privés.